# Praza de Touros de Pontevedra
Praza de Touros de Pontevedra är en amfiteater i Spanien.   Den ligger i provinsen Provincia de Pontevedra och regionen Galicien, i den nordvästra delen av landet, 500 km nordväst om huvudstaden Madrid. Praza de Touros de Pontevedra ligger 14 meter över havet.
Terrängen runt Praza de Touros de Pontevedra är huvudsakligen kuperad, men den allra närmaste omgivningen är platt. Praza de Touros de Pontevedra ligger nere i en dal. Runt Praza de Touros de Pontevedra är det ganska tätbefolkat, med 149 invånare per kvadratkilometer. Närmaste större samhälle är Pontevedra, 0,62 km öster om Praza de Touros de Pontevedra. I omgivningarna runt Praza de Touros de Pontevedra växer i huvudsak blandskog.